# デニール式魚道
デニール式魚道（デニールしきぎょどう、英: Denil fishway）は、1908年にG. デニールが開発した魚道である。魚道となる水路に凹字型の板（阻流板）をとりつけたものである。表層が激流になるが、下の層に緩い流れが生まれるため、弱い魚はそこをのぼる。勾配が比較的急でも機能する。

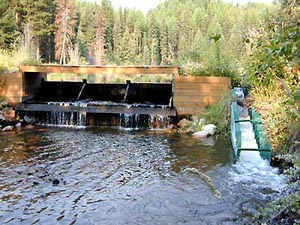
サケのための魚道。米、モンタナ州

## 歴史
板を用いて流れを変化させる魚道の走りは、アメリカ合衆国のマクドナルドが1879年に発明したマクドナルド式魚道である。底に入れた板で水を部分的に逆流させることを狙った魚道だったが、これはあまり普及しなかった。
デニール式魚道はベルギー人のG.デニールが1908年に開発し、翌年発表したもので、底を中高に盛り上げ、底と両側面に板を入れて流れを遮り、流速が速いところと遅いところを作り出す。表面は激しく泡立ちとても魚がのぼれそうな水路には見えないが、力が弱い魚も底にできた流れの遅い部分をのぼることができる。デニールが勧めた魚道は今日ではスティープパス式と呼ばれている。
1930年代にイギリスの研究者が、凹字のくりぬき部分が将棋の駒を逆さにしたような形の阻流板を持つデニール式魚道を開発した。阻流板は上が上流側に45度傾くように取り付ける。製作が簡単で効果に遜色ないことから、こちらが世界中に普及し、標準デニール式と呼ばれるようになった。日本では1976年に宮城県大郷町にある吉田川の堰に設置されたのが最初である。

## 特徴
デニール式の長所は、かなりの急勾配でも機能する点にある。古くからある階段式魚道では勾配10分の1が限界とされるのに対し、デニール式は6分の1にできる。長さを半分近くにできることになり、魚道全体のサイズを小さくできる。これは製作と施工の両面で経費節減につながる。この特徴を生かした簡易デニール式魚道は、あらかじめ工場で製作した水路を現場に車で運んで取り付け、必要がなくなったときに簡単に取り外しができるものである。
この魚道をのぼる魚は、途中で休憩できないので、水路を一気に上りきらなければならない。そこでデニール式には長さの限界がある。ただし、これは休憩用プールをはさむことで簡単に解決できる。逆の発想で、プール式魚道のつなぎとしてデニール式を用いることもできる。広いプールを置けない箇所の連結や、部分的に壊れた魚道の応急処置に、デニール式を用いるのである。
デニール式の欠点としては、阻流板が作りだす渦が、小さな魚の遡上を不可能にはしないまでも、難しくすることがある。サケ・マスのような大型魚を主な対象にする場合には問題にならないが、小さな鮎（アユ）の遡上が漁業的に重要な日本ではこれが特に問題になる。底生魚の遡上は期待できない。さらに、土砂や流木で詰まりやすく、こまめな維持管理が必要である。
デニール式と称されるものには、他に、底生魚に対応するための舟通し型デニール式魚道がある。底にだけ阻流板を並べたもので、他のデニール式とはかなり形状が異なる。名前の通り舟通しとして機能するものもある。標準型ほど勾配を急にすることはできない。